# Soul Survivor (Pete Rock)
Soul Survivor è il primo album in studio solista del rapper e produttore statunitense Pete Rock, pubblicato il 10 novembre 1998 da Loud Records, RCA Records e Bertelsmann Music Group.
Pete Rock contribuisce a tutte le produzioni pubblicate, lasciando gran parte delle strofe ai diversi artisti presenti nell'album, tra gli altri Kurupt dei Tha Dogg Pound, i membri del Wu-Tang Clan Inspectah Deck, Raekwon, Ghostface Killah, Cappadonna e Method Man, quindi Black Thought dei Roots, Rob-O, Prodigy dei Mobb Deep, Large Professor, Kool G Rap, Heavy D, Sticky Fingaz degli Onyx, Common, Big Punisher, Noreaga e C.L. Smooth.
La critica è positiva per Soul Survivor: AllMusic e Rolling Stone gli assegnano 3 stelle su 5, RapReviews assegna 9 stelle su 10 all'album.

## Tracce
1. Soul Survivor Intro – 1:38 (musica: Pete Rock)
2. Tru Master (featuring Inspectah Deck & Kurupt) – 3:50 (testo: Pete Philips, Jason Hunter, Ricardo Brown – musica: Pete Rock)
3. Half Man Half Amazin (featuring Method Man) – 4:31 (testo: Philips, Albert Johnson, Chris LaMonica, Clifford Smith, Darryl McDaniels, George Brown, John Bettis, Joseph Simmons, Daniel Harris, Kejuan Muchita, Curtis Walker, Kyle Brinson, Larry Smith, Lawrence Krisna Parker, Nasir Jones, Steve Porcaro, William Paul Mitchell, William Waring – musica: Grap Luva Co-prodotta da Pete Rock.)
4. Respect Mine (featuring OC) – 4:06 (testo: Philips, Hunter, Smith, Corey Woods, David Porter, Dennis Coles, Gary Grice, Lamont Hawkins, Omar Credle, Robert Diggs, Russell Jones – musica: Pete Rock)
5. Tha Game (featuring Ghostface Killah, Prodigy & Raekwon) – 4:59 (testo: Philips, Johnson, Woods, Coles – musica: Pete Rock)
6. #1 Soul Brother – 4:43 (testo: Philips, Parker – musica: Pete Rock)
7. Rock Steady Part II (featuring Lord Tariq & Peter Gunz) – 4:12 (testo: Philips, Peter Pankey, Barry White, Sean Hamilton – musica: Pete Rock)
8. Truly Yours 98 (featuring Kool G Rap & Large Professor) – 3:56 (testo: Philips, Nathaniel Wilson, Mitchell – musica: Pete Rock Supervisionata da Marley Marl.)
9. It's About That Time (featuring Black Thought & Rob O) – 4:41 (testo: Philips, Herbie Hancock, Robert Odendo, Tariq Trotter – musica: Pete Rock)
10. One Life To Live (featuring MC Eiht) – 5:23 (testo: Philips, Aaron Tyler – musica: Pete Rock)
11. Take Your Time (featuring Carl McIntosh & Jane Eugene) – 4:31 (testo: Philips, McIntosh, Eugene – musica: Pete Rock)
12. Mind Blowin' (featuring Vinia Mojica) – 5:01 (testo: Philips, Mojica – musica: Pete Rock)
13. Soul Survivor (featuring Miss Jones) – 4:57 (testo: Philips, Tarsha Jones – musica: Pete Rock)
14. Da Two (featuring CL Smooth) – 4:16 (testo: Philips, McDaniels, Joseph Simmons, Smith, Corey Penn, Jason Mizell, Russell Simmons – musica: Pete Rock)
15. Verbal Murder 2 (featuring Big Pun, Common, Noreaga & Willie Stargell) – 4:31 (testo: Philips, Hall, Antonio Hardy, Carlos Rios, Lonnie Rashid Lynn, Marlon Williams, Victor Santiago – musica: Pete Rock)
16. Strange Fruit (featuring Cappadonna, Stickey Fingaz & Tragedy Khadafi) – 4:42 (testo: Philips, Darryl Hill, Percy Chapman, Kirk Jones – musica: Pete Rock)
17. Massive (Hold Tight) (featuring Beenie Man & Heavy D) – 3:54 (testo: Philips, Moses Davis, Dwight Meyers – musica: Pete Rock)

Durata totale: 73:51

## Classifiche
| Classifica (1998)         | Posizione massima |
| ------------------------- | ----------------- |
| Stati Uniti               | 39                |
| US Top R&B/Hip-Hop Albums | 9                 |